# رایت گرررل
رایُت گرررل یا دخترررای آشوبگر* (به انگلیسی: Riot Grrrl) یک جنبش فمینیستی زیرزمینی پانک راک و خرده‌فرهنگی است که در دهه ۱۹۹۰ آغاز شد و معمولاً با جنبش فمینیستی نسل سوم ارتباط داده می‌شود. گروه موسیقی بیکینی کیل با انتشار مجله‌ای فمینیستی با عنوان رایت گرررل این اصطلاح را ایجاد کردند. از دیگر گروه‌های مرتبط با این جنبش می‌توان به Bratmobile, Excuse 17, Heavens to Betsy, Huggy Bear, Sleater-Kinney، و Team Dresch اشاره کرد.